# Мобильный вирус
Мобильные вирусы — это программы, предназначенные для вмешательства в работу мобильного телефона, смартфона, коммуникатора, которые записывают, повреждают или удаляют пользовательские данные и распространяются на другие устройства через SMS и Интернет связь.

## Общие сведения
Впервые о мобильных вирусах заговорили ещё в 2000 году. Вирусами назвать их было тяжело, так как это был набор команд, исполняемый телефоном, который передавался через SMS. Такие сообщения забивали соответствующие ячейки памяти и при удалении блокировали работу телефона. Наибольшее распространение получили команды для таких телефонов, как Siemens и Nokia.
Тенденция такова, что: чем функциональнее телефон, тем большему количеству угроз он подвержен. Любые команды, функции и возможности, позволяющие создавать программы и приложения для мобильных телефонов, могут стать инструментом для создания вирусов. Когда-то, наиболее перспективной платформой для написания вирусов являлась Java 2ME, так как подавляющее большинство телефонов середины 00-х поддерживали данную платформу.
Основной целью мобильных вирусов, как и в случае с компьютерными вирусами, является получение персональной информации, которую можно продать или использовать в личных нуждах. К такой информации могут относиться личные данные владельца телефона, данные самого устройства, личные сообщения, иногда номера кредитных карт.

## Направления развития мобильных вирусов
Существует несколько различных схем и направлений развития вирусов, по которым действуют вирусописатели:.
- Кража персональной информации.

В данном случае вирусы собирают различные сведения, имеющиеся в телефоне, например, контакты владельца телефона, пароли от программ, параметры учётных записей, таких, как Google Play или AppStore. Вся информация, полученная вирусом, отправляется на сервер злоумышленников, где используется по их усмотрению. Один из самых серьезных вирусов такого плана — Android.Geinimi. Попадая в систему, он определяет местоположение смартфона, загружает файлы из Интернета, считывает и записывает закладки браузера, получает доступ к контактам, совершает звонки, отправляет, читает и редактирует SMS-сообщения.
- Отправка платных SMS-сообщений, звонки на «партнерский номер» без ведома владельца.

В данном случае за отправку сообщения или за звонок списывается серьезная сумма средств с лицевого счета владельца телефона. Разумеется, деньги попадают в руки злоумышленников. Из самых известных подобных угроз можно назвать Android.SmsSend, а также давно известные RedBrowser и Webster для Java-платформы. Они маскируются под различные полезные программы, вызывая тем самым доверие у пользователя. Также существуют вирусы и для других платформ, например, Symbian OS, Windows Mobile и др.
- Мошенничество посредством использованием систем интернет-банкинга.

В данном случае вирус открывает доступ к мобильному приложению для работы с банком или соответствующему веб-сайту, либо перехватывает SMS-сообщения, передаваемые пользователю от систем интернет-банкинга. Опасность данного типа может подстерегать владельцев мобильных телефонов, работающих на различных платформах. Известен троян Trojan-Spy.SymbOS.Zbot.a, работающий в совокупности с популярным вирусом Zbot для обычных ПК.
- Тотальное уничтожение системы

Частенько вирусы просто убивают систему, одним из которых являются вирус Elite
.Есть много способов уничтожить систему, но они удаляют системные файлы, без которых система не загружается
- Рекламные вирусы

Представители этого семейства показывают нежелательную рекламу, даже если удалить все данные, то он продолжает показывать рекламу, пример такого вируса - это вирус Xiny

## Борьба с мобильными вирусами
Вредоносный код не может проникнуть на мобильное устройство совершенно без ведома его владельца.
Специализированное защитное ПО — мобильный антивирус, не всегда помогает, так как вирусы быстро эволюционируют.
Антивирусные компании давно начали выпускать версии своих программ для защиты мобильных телефонов, но самой лучшей защитой всегда была бдительность пользователя.